# Seyyal Taner

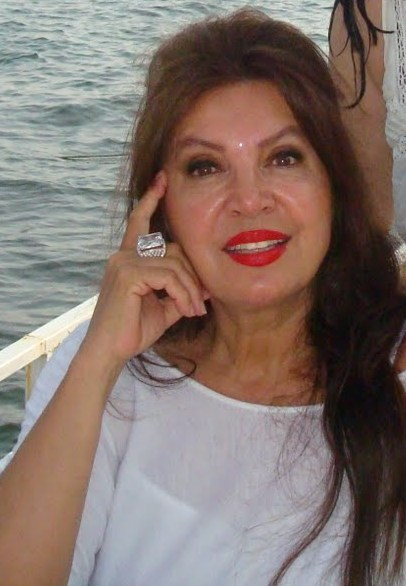
Seyyal Taner (2010)

Seyyal Taner (anhörenⓘ; * 28. September 1952 in Şanlıurfa) ist eine türkische Sängerin und Schauspielerin sowie die Vertreterin der Türkei beim Eurovision Song Contest 1987 in Brüssel (Belgien). Sie gilt seit den 1980er Jahren als die Tina Turner bzw. Rockoma der türkischen Popmusik.

## Leben und Karriere
Seyyal Taner zog mit ihrer Familie noch vor ihrer Schulzeit nach Istanbul. Hier absolvierte sie die Amerikan Kız Koleji (de: Amerikanisches Mädchengymnasium). Während ihrer Schulzeit nahm sie Ballettunterricht am Staatlichen Konservatorium Istanbul. Von Şerif Yüzbaşıoğlu nahm sie 1965 ersten Gesangsunterricht. Daraufhin folgten ihre ersten Auftritte als Sängerin mit dem Kanat Gür-Orchester.
Während eines Konzerts in Istanbul lernte Taner die zu damaliger Zeit populäre spanische Band Los Bravos kennen. Auf Anfrage der Band reiste sie 1968 nach Spanien und wirkte dort in einem spanischen Filmmusical mit. Dort wirkte sie auch im Film Viva cabalga (deutscher Titel: Pancho Villa reitet) mit. In der Türkei begann daraufhin ihre Kinokarriere. Dabei spielte sie vorwiegend die Rolle des intriganten Biestes.
Aufgrund ihrer Heirat mit dem Gitarristen Harald Münnich, der deutschen Band "The Vampires" verließ sie vorerst die türkische Kinowelt und zog nach Deutschland. Nach Scheitern ihrer Ehe kehrte sie zurück in die Türkei und spielte in zahlreichen Filmen mit. 1972 modelte sie für einige britische Albumcovers (z. B. English Top Hits, Hammond Hit House). Als Mitte der 1970er Jahre die Sexfilmwelle auch die türkische Filmindustrie erreichte, kehrte sie 1974 der Kinobranche den Rücken und konzentrierte sich auf die Musik. 1975 sowie 1976 schauspielerte sie allerdings noch in je einem Film. Das 1976 gedrehte Çizmeli kedi (de: Der gestiefelte Kater) war ihr letzter Kinofilm.
1974 veröffentlichte sie ihre erste Single mit bescheidenem Erfolg. Sie trat in Nachtclubs auf (erst allein, später als Trio Seyyal-Seyhan-Sedat). Ihre große musikalische Karriere begann 1976 mit der Enrico-Macias-Komposition Son Verdim Kalbimin İşine (Original: Je suis content pour toi). Darauf folgten weitere große Hits.
Erst 1981 brachte sie ihr erstes Album (Lider) heraus, zog sich allerdings nach diesem Album zurück von der Musikbranche.
1986 kehrte sie zurück mit den Hits Naciye und Leyla, nahm im gleichen Jahr an der türkischen Vorentscheidung zum Eurovision Song Contest 1986 teil und belegte mit Dünya den zweiten Platz der Vorentscheidung.
1987 nahm sie erneut an der türkischen Vorentscheidung teil und gewann diesmal mit der Olcayto Ahmet Tuğsuz-Komposition Şarkım Sevgi Üstüne  (de: Mein Lied handelt von der Liebe). In Begleitung der Musikgruppe Lokomotif vertrat Seyyal Taner mit diesem Lied die Türkei beim Eurovision Song Contest 1987 in Brüssel. Obwohl sie während der Proben in Brüssel die Journalisten überzeugt hatte und von diesen fortan Tina Türker genannt wurde, kam ihr Auftritt bei den Juroren nicht so gut an: sie belegte den letzten Platz mit 0 Punkten. Somit bescherte sie neben Çetin Alp der Türkei eine ihrer schlechtesten Platzierungen beim Wettbewerb.
1989 kehrte sie mit dem Album Nanay zurück. 1990 beendete sie ihre Auftritte in Nachtclubs und wohnt seitdem in Bodrum. Es folgten zwei weitere Alben. Alladı Pulladı wurde eine erfolgreiche Single-Auskopplung. Nach 1993 verabschiedete sie sich für viele Jahre von der Musikbranche.
Heute bringt sie sporadisch Alben heraus und spielt in einigen Fernsehserien mit.

## Diskografie

### Alben
- 1974: Tanrı Şahidimdir/Şimdi Sen Varsın
- 1975: Nene Hatun/Yalnızlığı Bir de Bana Sor
- 1976: Son Verdim Kalbimin İşine/Elveda
- 1976: Kalbimi Affettim/Sarmaş Dolaş
- 1977: Gülme Komşuna/Seni Çok Özledim
- 1977: Sorma Neydi O/Neden Gelmedin
- 1981: Lider
- 1986: Leyla
- 1989: Nanay
- 1991: Alladı Pulladı
- 1993: Geliyorum

### Kompilationen
- 1993: Kalbimi Affettim
- 2002: Seyyâlname
- 2005: The Best Of
- 2005: En İyileriyle
- 2007: En İyileriyle 2 – Naciye (1986-1987)

### EPs
- 2012: Ethnic Rock
- 2014: 3’lü

### Kollaborationen
- 2020: Aşıklar – Bir Dede Korkut Masalı (mit Kurtalan Ekspres)

### Singles
| - 1974: Şimdi Sen Varsın - 1976: Elveda - 1976: Kalbimi Affettim - 1976: Sarmaş Dolaş - 1976: Son Verdim Kalbimin İşine - 1977: Gülme Komşuna Gelir Başına - 1977: Seni Çok Özledim - 1977: Büyük Kent (mit Grup Lokomotif) - 1978: Bugün İlkbahar - 1978: Kadın Asker Olursa - 1978: If You Go Away (mit Grup 25) - 1978: Don't Let Me Be Misunderstood - 1978: Give That - 1978: Tutti Frutti - 1980: Çocuğum - 1981: Hatıralar Müzesi - 1981: Elalem Ne Der - 1981: Ele Güne Karşı - 1981: Saklasan Da Söylesen De - 1981: Naciye - 1983: Düşenin Dostu Olmaz - 1986: Leyla - 1986: Dört Duvar - 1986: Dünya - 1986: Ömür Geçip Gidiyor - 1987: Şarkım Sevgi Üstüne/Une Mélodie (ESC Beitrag der Türkei) - 1989: Nanay / Fantezi (engl. Version) - 1989: Yalnızım - 1989: Yanmışız - 1989: Kalbimi Çaldın Sevgilim Oldun - 1989: Neler Oluyor | - 1989: Hayal Oldu - 1990: Yandırdın Kalbimi (Sensiz Yaşayabilmirem) - 1990: Aşık Oldum - 1991: Alladı Pulladı - 1991: E Ne Olmuş Yani - 1991: Hadi Canım Sende - 1991: Gelme Üstüme - 1991: Eli Kulağında - 1992: Şiirimin Dili - 1992: Sen Çok Yaşa - 1992: Akşamcı Arif - 1992: Hata - 1992: Bir Kış Daha Olur - 1993: Kırk Yıllık Kani - 1993: Ne Dersen De - 1993: Yerden Yere Vurdun Beni - 1993: Yalancı Baharlar - 1994: La Havle Ya Settar - 1994: Geliyorum - 1994: Delidir Atlarım - 2002: Alladı Pulladı (Remix) - 2007: Erkek Adamsın (mit Zakkum) - 2012: Sevda Zindanları - 2014: Öğren De Gel - 2014: Canimsin Deme Bana (mit İlhan Erşahin) - 2019: Dostum Dostum (mit Kurtalan Ekspres) - 2023: Elma - 2023: Armut - 2024: Anla - 2024: Saldım Yakasını - 2024: Salvatore |

## Filmografie

### Kinofilme (Auswahl)
- 1968: Kara Güneş
- 1976: Çizmeli kedi

### Serien
- 2002: Azad
- 2004: İstanbul şahidimdir